# Бари (провинция)
Ба́ри (итал. Provincia di Bari) — упразднённая провинция в Италии, в области Апулия. Столица провинции — город Бари.
Площадь 5138 км², численность населения 1 594 109 чел. (2005). В провинции было 48 коммун. В 2009 году Была создана новая провинция Барлетта-Андрия-Трани, в которую передано семь коммун с населением 346 025 человек (Три другие коммуны новой провинции передаются из провинции Фоджа). Таким образом, в провинции Бари остаётся 41 коммуна и, соответственно, население теперь составляет 1 248 084 человек (от переписи 2005 года). В 2015 году вместо провинции был образован метрополитенский город Бари.

## Города и коммуны провинции
- Аккуавива-делле-Фонти (итал. Acquaviva delle Fonti)
- Адельфия (итал. Adelfia)
- Альберобелло (итал. Alberobello)
- Альтамура (итал. Altamura)
- Бари (итал. Bari)
- Бинетто (итал. Binetto)
- Битетто (англ. Bitetto)
- Битонто (итал. Bitonto)
- Битритто (итал. Bitritto)
- Валенцано (итал. Valenzano)
- Гравина-ин-Пулья (итал. Gravina in Puglia)
- Грумо-Аппула (итал. Grumo Appula)
- Джовинаццо (итал. Giovinazzo)
- Джоя-дель-Колле (итал. Gioia del Colle)
- Казамассима (итал. Casamassima)
- Капурсо (итал. Capurso)
- Кастеллана-Гротте (итал. Castellana Grotte)
- Конверсано (итал. Conversano)
- Корато (итал. Corato)
- Локоротондо (итал. Locorotondo)
- Модуньо (итал. Modugno)
- Мола-ди-Бари (итал. Mola di Bari)
- Мольфетта (итал. Molfetta)
- Монополи (итал. Monopoli)
- Нойкаттаро (итал. Noicattaro)
- Ночи (итал. Noci)
- Пало-дель-Колле (итал. Palo del Colle)
- Поджорсини (итал. Poggiorsini)
- Полиньяно-а-Маре (итал. Polignano a Mare)
- Путиньяно (итал. Putignano)
- Рутильяно (итал. Rutigliano)
- Руво-ди-Пулья (итал. Ruvo di Puglia)
- Санникандро-ди-Бари (итал. Sannicandro di Bari)
- Сантерамо-ин-Колле (итал. Santeramo in Colle)
- Терлицци (итал. Terlizzi)
- Торитто (итал. Toritto)
- Триджано (итал. Triggiano)
- Тури (итал. Turi)
- Челламаре (итал. Cellamare)

## Достопримечательности

### Замки
- Замок Балсильяно
- Замок Бари
- Замок Карбонара
- Замок Челье-дель-Кампо
- Замок Маркионе
- Замок Мола-ди-Бари
- Замок Монополи
- Замок Кастель-дель-Монте
- Замок Саммикеле ди Бари
- Замок Санникандро ди Бари
- Замок Трани